# قطعنامه ۴۵۸ شورای امنیت
قطعنامه ۴۵۸ شورای امنیت سازمان ملل متحد که در تاریخ ۱۴ دسامبر ۱۹۷۹ تصویب شد، سندی بین‌المللی دربارهٔ قبرس است. این قطعنامه طی نشست ۲٬۱۷۹ام با ۱۴ موافق، ۰ مخالف و ۰ ممتنع تصویب شد.